# Найсильніша людина Фінляндії
Найсильніша людина Фінляндії (фін. Suomen Vahvin Mies) — змагання серед ломусів о проводиться у Фінляндії щорічно з 1987 року. Дає можливість переможцю брати участь у змаганні за звання Найсильнішої людини світу.

## Скутки змагання
| Рік  | Переможець         | Друге місце        | Третє місце       |
| ---- | ------------------ | ------------------ | ----------------- |
| 1987 | Арто Люутикяйнен   | Маркку Суоненвірта | Ярі Лейно         |
| 1988 | Ріку Кірі          |                    |                   |
| 1989 | Маркку Суоненвірта | Ілкка Нуммісто     |                   |
| 1990 | Ілкка Нуммісто     | Маркку Суоненвірта |                   |
| 1991 | Ілкка Нуммісто     | Маркку Суоненвірта |                   |
| 1992 | Ілкка Нуммісто     | Юкка Лайне         | Марко Варалагті   |
| 1993 | Ріку Кірі          | Марко Варалагті    | Ярмо Руотсалайнен |
| 1994 | Ріку Кірі          | Гаррі Сімонен      | Йорма Оянаго      |
| 1995 | Марко Варалагті    | Самі Гейнонен      | Юкка Лайне        |
| 1996 | Йорма Оянаго       | Юко Ахола          | Марко Варалагті   |
| 1997 | Юко Ахола          | Самі Гейнонен      | Йорма Оянаго      |
| 1998 | Янне Віртанен      | Матті Уппа         | Юкка Лайне        |
| 1999 | Янне Віртанен      | Самі Гейнонен      | Юга-Матті Рясянен |
| 2000 | Янне Віртанен      | Самі Гейнонен      | Юга-Матті Рясянен |
| 2001 | Янне Віртанен      | Юга-Матті Рясянен  | Пасі Паавісто     |
| 2002 | Юга-Матті Рясянен  | Самі Гейнонен      | Гаррі Сімонен     |
| 2003 | Юга-Матті Рясянен  | Еса Квінтус        | Томі Лотта        |
| 2004 | Томі Лотта         | Юга-Матті Рясянен  | Яні Іллікаінен    |
| 2005 | Яні Іллікаінен     | Матті Уппа         | Юга-Пакка Аітала  |
| 2006 | Яні Іллікаінен     | Юга-Матті Рясянен  | Еса Квінтус       |
| 2007 | Яні Іллікаінен     | Яні Колеґмаінен    | Янне Гартікаінен  |
| 2008 | Яні Іллікаінен     |                    |                   |
| 2009 | Юга Маті Ярві      |                    |                   |
| 2010 | Педро Карлсон      |                    |                   |
| 2011 | Ярно Йокінен       | Педро Карлсон      |                   |
| 2012 | Ярно Йокінен       |                    |                   |
| 2013 | Янне Гартікаінен   |                    |                   |
| 2014 | Арто Німі-Нікола   |                    |                   |